# Doddakallahalli, Kunigal
Doddakallahalli là một làng thuộc tehsil Kunigal, huyện Tumkur, bang Karnataka, Ấn Độ.